# Måns Karlsson Eka
 (mars 2025).
Måns Karlsson Eka est un conseiller et premier magistrat (sv) de Suède.
Il est mentionné au plus tôt le 1er juillet 1471, comme conseiller entre 1476 et 1484, et en 1482 il est bailli en chef (sv) de Stäkeholm (sv), en 1484 häradshövding (sv) dans l'härad de Vaksala (sv) dans l'Uppland, succédant à son père. Son siège est à Eka (sv), dans la paroisse de Lillkyrka (sv). Il est encore en vie en 1484, et probablement décédé en octobre 1487, lorsque sa femme se remarie.  
Måns Karlsson est le fils de Karl Magnusson Eka (sv) et de Brigitte Arentsdotter Pinnow (sv). Il se marie le 15 janvier 1475 à Sigrid Eskilsdotter Banér et, par sa fille Cecilia Månsdotter Eka, est le grand-père de Gustave Vasa.
Descendance
1. Cecilia Månsdotter Eka.
2. Trotte Månsson (Eka) (sv).

## Sources
- ÄSF del III s.226a.